# Campeonato Uruguayo de Primera División 1900
The Uruguayan Association Football League 1900 constituyó el primer torneo de primera división del fútbol uruguayo, organizado por la organización del mismo nombre, la actual Asociación Uruguaya de Fútbol.
Consistió en un campeonato a dos ruedas de todos contra todos, con solo los cuatro equipos fundadores de The Uruguay Association Football League.
Central Uruguay Railway Cricket Club se proclamó campeón tras triunfar en todos los partidos. 

## Sistema de disputa
El primer torneo tuvo como formato de disputa un campeonato todos contra todos, a dos ruedas. En él participaron sólo cuatro equipos, todos ellos miembros fundadores de The Uruguay Association Football League.
Entre ellos saldría victorioso el Central Uruguay Railway Cricket Club de Villa Peñarol, al ganar todos los partidos disputados. El subcampeón Albion Football Club fue el único equipo que consiguió marcar goles contra el CURCC en la temporada.

## Equipos participantes

### Datos de los equipos
| Club                         | Departamento | Estadio                        | Capacidad | Fundación                |
| ---------------------------- | ------------ | ------------------------------ | --------- | ------------------------ |
| Albion F.C.                  | Montevideo   | Field del Albion (Paso Molino) | 5.000     | 1 de junio de 1891       |
| Central Uruguay Railway C.C. | Montevideo   | Field de Villa Peñarol         | 3.870     | 28 de septiembre de 1891 |
| Deutscher F.K.               | Montevideo   | Field del Gran Parque Central  |           | 1896                     |
| Uruguay Athletic C.          | Montevideo   | Field de Punta Carretas        |           | 10 de agosto de 1898     |

Notas: Los datos estadísticos corresponden a los campeonatos uruguayos oficiales. Las fechas de fundación de los equipos son las declaradas por los propios clubes implicados. La columna «Estadio» refleja el estadio donde el equipo más veces oficia de local en sus partidos, pero no indica que sea su propietario. Véase también: Estadios de fútbol de Uruguay.

## Tabla de posiciones
|  | Pos. | Equipos          |  | PJ | PG | PE | PP | GF | GC | Dif. | Pts. |
|  | ---- | ---------------- |  | -- | -- | -- | -- | -- | -- | ---- | ---- |
|  | 1    | CURCC            |  | 6  | 6  | 0  | 0  | 36 | 2  | 34   | 12   |
|  | 2    | Albion           |  | 6  | 4  | 0  | 2  | 22 | 6  | 16   | 8    |
|  | 3    | Uruguay Athletic |  | 6  | 1  | 0  | 5  | 3  | 25 | -22  | 2    |
|  | 4    | Deutscher        |  | 6  | 1  | 0  | 5  | 3  | 31 | -28  | 2    |

Notas: Lamentablemente las tablas de posiciones manejadas por A.U.F. de los campeonatos de la era amateur suelen tener errores. Por ejemplo, Uruguay Athletic sufrió 24 goles en contra y no 25, Deutscher anotó 4 goles y no 3 y Albion por su parte recibió 8 goles y no 6. Precisamente en la Crónica del diario El Siglo del día 20 de agosto de 1900 al pie del comentario del triunfo de Albion ante Deutscher por 4 a 2 dice lo siguiente: "Con este partido el Albion termina la Liga Uruguaya con el siguiente resultado: Jugados 6, ganados 4, y perdidos 2; 8 puntos; 22 goals contra 8"

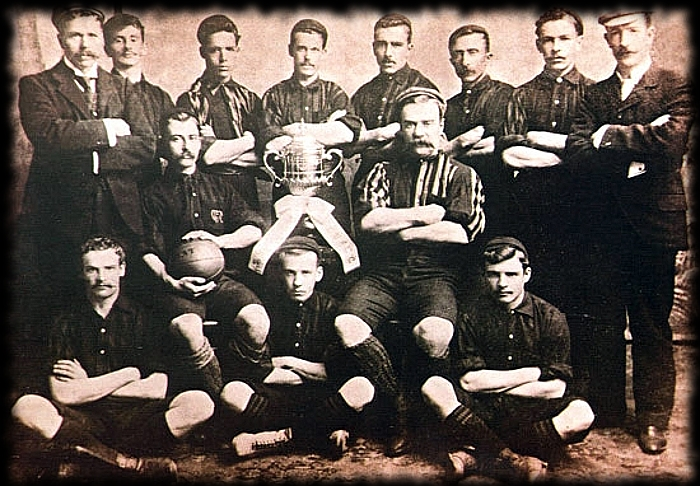
CURCC, equipo campeón en 1900.

|  | Campeón Uruguayo. |

|                                         |
| Uruguay                                 |
| Campeón Uruguayo 1900 CURCC 1.er título |

### Fixture
| 10/06/1900 | Albion           | 1–2 | CURCC            | Paso Molino    |
| 17/06/1900 | CURCC            | 9–0 | Deutscher        | Villa Peñarol  |
| 24/06/1900 | Uruguay Athletic | 0–7 | Albion           | Punta Carretas |
| 08/07/1900 | Deutscher        | 0–9 | CURCC            | Parque Central |
| 14/07/1900 | Albion           | 2–1 | Uruguay Athletic | Paso Molino    |
| 22/07/1900 | Deutscher        | 1–0 | Uruguay Athletic | Parque Central |
| 22/07/1900 | CURCC            | 2–1 | Albion           | Villa Peñarol  |
| 29/07/1900 | Uruguay Athletic | 2–0 | Deutscher        | Punta Carretas |
| 12/08/1900 | Deutscher        | 1–7 | Albion           | Parque Central |
| 12/08/1900 | CURCC            | 8–0 | Uruguay Athletic | Villa Peñarol  |
| 19/08/1900 | Albion           | 4–2 | Deutscher        | Paso Molino    |
| 19/08/1900 | Uruguay Athletic | 0–6 | CURCC            | Punta Carretas |